# Frankie J. Alvarez

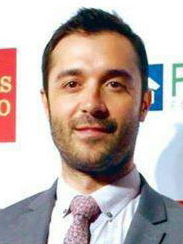
Frankie J. Alvarez

Francisco „Frankie“ Javier Alvarez ist ein kubanoamerikanischer Bühnen- und Filmschauspieler, bekannt für seine Rolle als Agustín in der HBO-Serie Looking.

## Früheres Leben
Alvarez’ Eltern stammen ursprünglich aus Kuba, sein Vater aus Havanna, seine Mutter aus Artemisa. Aufgezogen wurde er in Miami, Florida. Alvarez kam schon sehr früh mit Kunst und Kultur in Berührung: seine Großmutter war eine Opernsängerin auf Kuba, sein Vater war ein Mitglied in einer Band in Puerto Rico, seine Mutter war eine Ballerina und seine drei Schwestern sind im Miami City Ballet aufgetreten. Spanisch war seine erste Sprache, Englisch lernte er mit 7 oder 8 Jahren, angeblich indem er englisches Baseball ansah. Er war auf einer Jesuiten-Vorschule.
Alvarez war eigentlich als im Hauptfach Creative Writing an der Florida State University eingeschrieben, bewarb sich aber bei dem Fine-Arts-Programm nach einer positiven Erfahrung in der School of Theatre. Er bekam einen Bachelor of Fine Arts und zog nach New York City und wurde von einem Freund ermutigt, sich bei der Juilliard School einzuschreiben. Er nutzte eine zweisprachige Version der Balkon-Szene aus Romeo und Julia für seinen Callback und wurde in dem Programm zugelassen. Er bekam das Raul Julia Memorial Scholarship.

## Persönlich
Alvarez traf seine Ehefrau, Leah Walsh, als Student im ersten Jahr an der Juilliard School. Sie heirateten im Mai 2013. Walsh arbeitet ebenfalls als Schauspielerin, das Paar lebt in Astoria, im New Yorker Stadtteil Queens.

## Wirken (Auswahl)
Film
- 2014: Aphasia (Kurzfilm)

Fernsehen
- 2013: Smash (3 Episoden)
- 2014–2016: Looking
- 2015: The Good Wife
- 2015: Law & Order: SVU

Theater
- 2008: A Midsummer Night’s Dream als Puck – Chautauqua Theater Company
- 2008: Death of a Salesman als Bernard – Chautauqua Theater Company
- 2010: The Tragedie of Cardenio als Cardenio – Midtown International Theatre Festival
- 2011: Julius Caesar als Lucius/Metellus Cimber – Oregon Shakespeare Festival
- 2011: Measure for Measure als Claudio – Oregon Shakespeare Festival
- 2012: Hamlet: Prince of Cuba (Hamlet: Príncipe de Cuba) als Hamlet – Asolo Repertory Theatre
- 2013: The Whipping Man als Caleb – Actors Theatre of Louisville

Hörbücher
- 2011: We the Animals von Justin Torres … als Erzähler
- 2011: The Barbarian Nurseries von Héctor Tobar … als Erzähler
- 2011: Triple Crossing von Sebastian Rotella … als Erzähler
- 2012: Measure for Measure von William Shakespeare (Oregon Shakespeare Festival production) … als Claudio